# Prodiaphania testacea
Prodiaphania testacea är en tvåvingeart som först beskrevs av Macquart 1843.  Prodiaphania testacea ingår i släktet Prodiaphania och familjen parasitflugor. Inga underarter finns listade i Catalogue of Life.